# Громадянська війна в Брунеї
Громадянська війна в Брунеї — громадянська війна, що тривала в Брунеї з 1660 до 1673 року.

## Причини

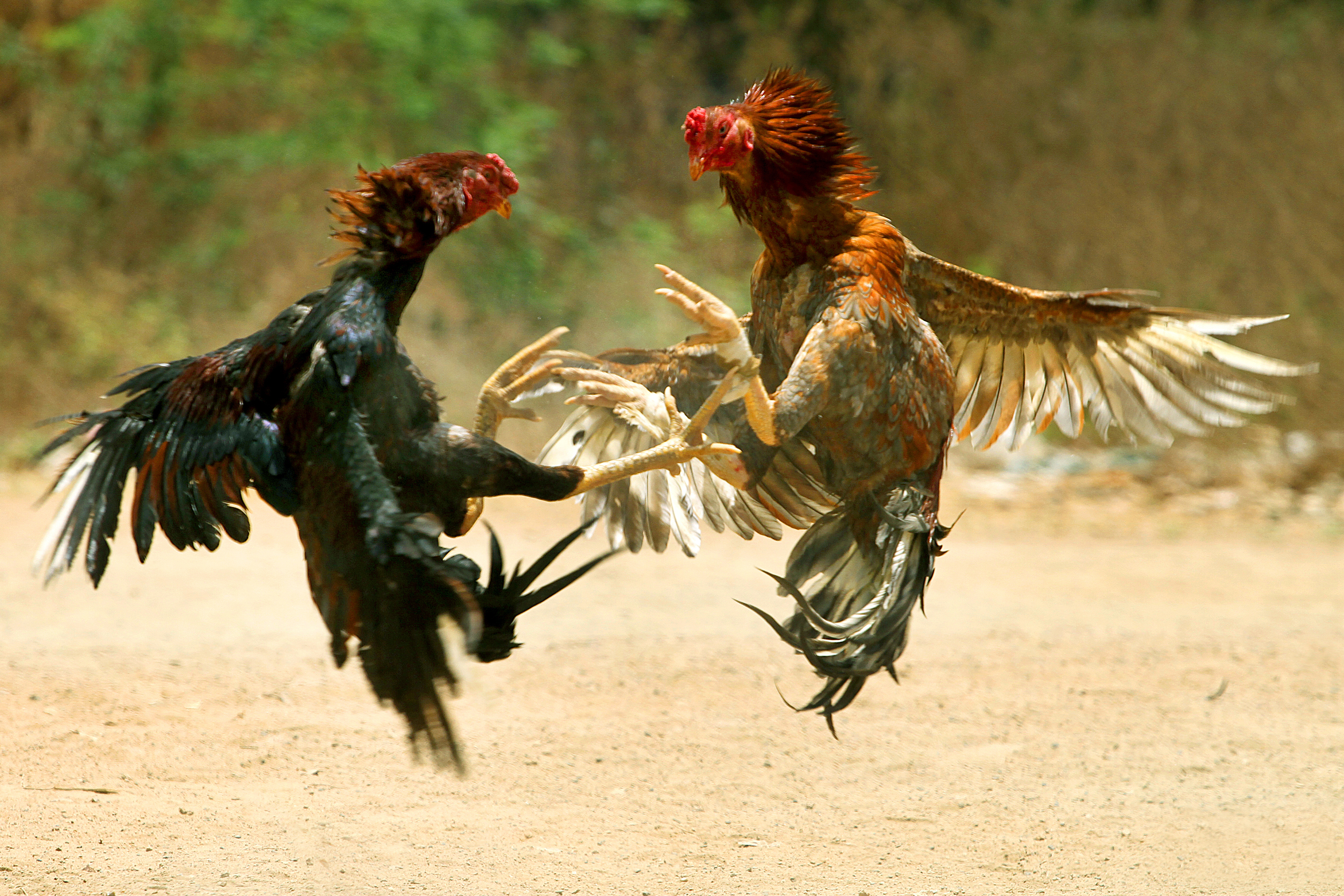
Причиною Брунейської громадянської війни називали бої півнів

За часів правління султана Мухаммеда Алі виникла суперечка між його сином, принцом Бонгсу та Аламом, сином Абдула Хаккула Мубіна, через результати бою півнів, в якому програв птах Бонгсу. Через цю поразку з нього знущався Алам. Розгніваний Бонгсу вбив Алама та втік з місця події.
Бажаючи помститись, Абдул Мубін та його прибічники стратили султана Мухаммеда Алі. Після цього Абдул Мубін проголосив себе новим султаном. Він намагався заспокоїти своїх опонентів, призначивши онука Мухаммада Алі, Мухіуддіна головним міністром країни.
Втім, за деякий час, прибічники Мухаммада Алі реваншувались, схиливши Мухіуддіна до боротьби проти Абдула Мубіна. Спочатку Мухіуддін відмовився пристати на їх пропозиції, але згодом наважився на це. Це призвело до того, що Абдул Мубін зрікся престолу.
Однак, після зречення останнього, Мухіуддін проголосив султаном себе. Після цього спалахнула боротьба між прибічниками двох можновладців, що й стало початком громадянської війни.

## Перебіг війни
Під час війни Абдул Мубін втік до Кінарута (Малайзія), де залишався наступні десять років, відбиваючи неодноразові атаки султана Мухіуддіна. Повернувся до Брунею після рішучої атаки своїх сил, якій Мухіуддін не зміг протистояти.
Мухіуддін, занепокоєний, що війна триває надто довго, попрохав про допомогу султана Сулу. За цю допомогу він пообіцяв султану землі Сабах.
Зрештою, Мухіуддін здобув перемогу. Абдул Мубін був убитий. Донині цілком не зрозуміла роль султанату Сулу в цій війні, факт чого Бруней заперечує.